# Liste der Biografien/Shad
Liste der Biografien |
Portal Biografien |
Personensuche
# |
A |
B |
C |
D |
E |
F |
G |
H |
I |
J |
K |
L |
M |
N |
O |
P |
Q |
R |
S |
T |
U |
V |
W |
X |
Y |
Z |
?
 
Sa |
Sb |
Sc |
Sd |
Se |
Sf |
Sg |
Sh |
Si |
Sj |
Sk |
Sl |
Sm |
Sn |
So |
Sp |
Sq |
Sr |
Ss |
St |
Su |
Sv |
Sw |
Sy |
Sz
 
Sha |
Shc |
She |
Shh |
Shi |
Shk |
Shl |
Shm |
Shn |
Sho |
Shp |
Shr |
Sht |
Shu |
Shv |
Shw |
Shy
 
Shaa |
Shab |
Shac |
Shad |
Shae |
Shaf |
Shag |
Shah |
Shai |
Shaj |
Shak |
Shal |
Sham |
Shan |
Shao |
Shap |
Shaq |
Shar |
Shas |
Shat |
Shau |
Shav |
Shaw |
Shax |
Shay |
Shaz
Die Liste der Biografien führt alle Personen auf, die in der deutschsprachigen Wikipedia einen Artikel haben. Dieses ist eine Teilliste mit 33 Einträgen von Personen, deren Namen mit den Buchstaben „Shad“ beginnt.

## Shad
- Shad (* 1982), kanadischer Rapper
- Shad, Bob (1920–1985), US-amerikanischer Musikproduzent
- Shad, John S. R. (1923–1994), US-amerikanischer Rechtsanwalt, Politiker und Manager

### Shada
- Shada, Jeremy (* 1997), US-amerikanischer Filmschauspieler, Synchronsprecher und Sänger
- Shada, Zack (* 1992), US-amerikanischer Schauspieler und Synchronsprecher
- Shadalov, Hamsat (* 1998), deutscher Boxer
- Shadary, Emmanuel Ramazani (* 1960), kongolesischer Politiker, stellv. Premierminister, Innen- und Sicherheitsminister der Demokratischen Republik Kongo, Parteisekretär

### Shadb
- Shadbolt, Doris (1918–2003), kanadische Kuratorin und Schriftstellerin
- Shadbolt, Nigel (* 1956), britischer Informatiker

### Shadd
- Shaddad, Ibrahim (* 1945), sudanesischer Filmregisseur und Drehbuchautor
- Shadden, John (* 1963), US-amerikanischer Segler
- Shaddix, Jacoby (* 1976), US-amerikanischer Sänger und Songwriter der Rockband Papa RoachJacoby Shaddix (* 1976)

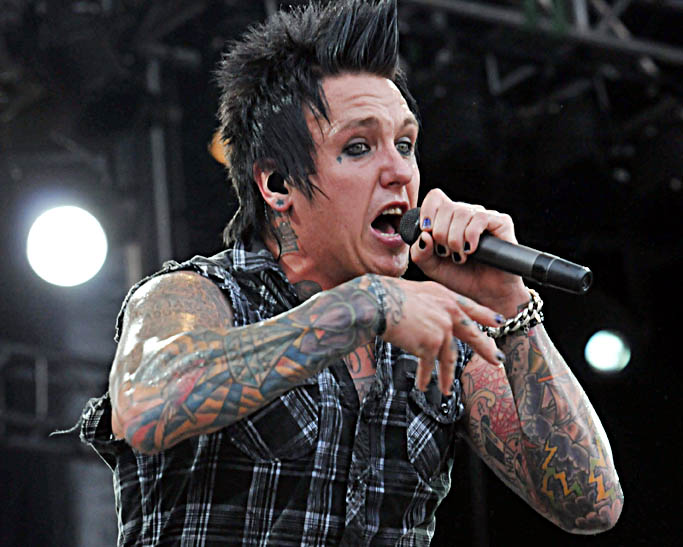
Jacoby Shaddix (* 1976)

### Shade
- Shade (* 1987), italienischer Rapper
- Shade, Dave (1902–1983), US-amerikanischer Boxer im Weltergewicht
- Shade, Kyra (* 1973), deutsche Pornodarstellerin
- Shade, Will (1898–1966), US-amerikanischer Jug-Band-Musiker
- Shade, William August (1848–1890), US-amerikanischer Porträt- und Genremaler der Düsseldorfer Schule
- Shaded, Miriam (* 1986), polnische Menschenrechtsaktivistin und Islamkritikerin
- Shadegg, John (* 1949), US-amerikanischer Politiker

### Shadf
- Shadforth, Dawn (* 1973), britische Regisseurin von Musikvideos und Dokumentarfilmen

### Shadi
- Shadi Naghadeh, Mohsen (* 1988), iranischer Ruderer
- Shadi, Lerato (* 1979), südafrikanische Performancekünstlerin
- Shadia (1931–2017), ägyptische Filmschauspielerin und Sängerin
- Shadid, Anthony (1968–2012), US-amerikanischer Journalist
- Shadie, Ken (1935–2020), australischer Drehbuchautor
- Shadix, Glenn (1952–2010), US-amerikanischer Schauspieler

### Shadl
- Shadlen, Michael (* 1959), US-amerikanischer Neurowissenschaftler und Neurologe

### Shado
- Shadows, M. (* 1981), US-amerikanischer Sänger der Band Avenged SevenfoldM. Shadows (* 1981)

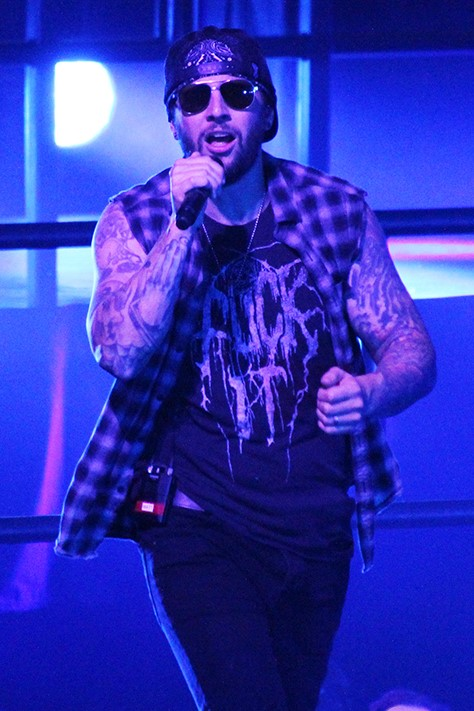
M. Shadows (* 1981)

### Shadr
- Shadrake, Alan (* 1934), britischer Journalist, Buchautor und Anti-Todesstrafen-Aktivist

### Shadw
- Shadwell, Thomas († 1692), englischer Dramatiker
- Shadwick, Keith (1951–2008), britischer Jazzautor

### Shady
- Shady, Ruth (* 1946), peruanische Anthropologin und Archäologin
- Shadyac, Tom (* 1958), US-amerikanischer Regisseur, Filmproduzent und Autor